# Kalliosaari
Kalliosaari  est une île du golfe de Finlande dans le quartier de Vuosaari à Helsinki en Finlande.

## Présentation
Kalliosaari est située entre Kallahdenniemi et Skatanniemi. 
Elle a une superficie de 4,2 hectares. 
Le terrain est rocheux et le point culminant de l'île est à 19 mètres d'altitude. 
Depuis 1994, l'île est une île de camping ouverte au grand public par l'Association de la zone de loisirs d'Uusimaa , fondée par les municipalités d'Uusimaa.
Il n'y a pas de bâtiment résidentiel sur l'île, mais il y a deux aires de grillade couvertes et une toilette extérieure, ainsi que des amarres pour bateaux.